# Mailbox
Een mailbox is een computerbestand of -map waarin men e-mailberichten kan ontvangen, maken en verzenden. Vaak kan men hiermee ook de binnengehaalde e-mails offline lezen en nieuwe berichten maken, zodat ze als de gebruiker later online gaat, verstuurd kunnen worden.
In een mailbox kan men submappen maken om berichten te sorteren zodat ze niet steeds in het Postvak In (of de inbox) (waar mails binnenkomen) of de map met verzonden berichten (waar een kopie van alle verzonden e-mail in terechtkomt) hoeven te staan en om het overzichtelijk te maken/houden. Zowel het geheel als het Postvak In als de map met verzonden berichten als de afzonderlijke submappen kunnen als "mailbox" worden aangeduid.
Verder kan met mailbox ook bedoeld worden de bij een e-mailadres of -account behorende map op een mailserver. In het geval van webmail of een IMAP-account is dat vaak feitelijk de enige echte mailbox, omdat de mail niet permanent bewaard wordt op het apparaat van de gebruiker.
Het woord "mailbox" is afgeleid van het Engels woord voor brievenbus (alhoewel in het Engels meestal aangeduid als letter box).